# Uredinopsis struthiopteridis
Uredinopsis struthiopteridis är en svampart som beskrevs av F.C.M. Störmer 1895. Uredinopsis struthiopteridis ingår i släktet Uredinopsis och familjen Pucciniastraceae.   Inga underarter finns listade i Catalogue of Life.